# Discographie de Usher
Cette page présente la discographie détaillée de Usher.
La discographie du chanteur de RnB contemporain américain, Usher, est constituée de 7 albums, 1 album en live et 1 Extended play. Il a enregistré 31 singles dont une dizaine en featuring.
À ce jour, Usher a vendu 31,5 millions d'albums aux États-Unis en les combinant avec 80 millions d'albums dans le monde, ce qui fait de cet artiste l'un des meilleurs chanteurs de R'n'B de tous les temps.
En 1994, Usher sort son premier album en Amérique du Nord, intitulé Usher en se vendant à plus de 269 000 exemplaires. Son album suivant, My Way a connu un succès international avec des ventes de plus de sept millions d'exemplaires dans le monde. Cet album a été certifié six fois disque de platine aux États-Unis, deux fois au Canada et disque d'or au Royaume-Uni.
Son succès s'est poursuivi en 2001, avec la sortie de son troisième album, 8701. L'album s'est vendu à plus de 4,7 millions d'exemplaires aux États-Unis, et a reçu une certification platine quatre fois de la Recording Industry Association of America (RIAA).
Le succès de Usher est de nouveau présent avec la sortie de son quatrième album studio, Confessions. Il a été vendu à 1,1 million d'exemplaires dès la première semaine ce qui fait de cet album l'une des ventes les plus élevées dès la première semaine pour un artiste de R'n'B. Il a engendré un nombre record de quatre années consécutives au Billboard Hot 100 avec les singles : Yeah!, Burn, Confessions Part. II et My Boo. Les titres Yeah! et Burn sont devenus les singles les plus vendus de 2004.
Confessions a reçu la certification de disque diamant de la part de la  RIAA, et a été vendu à plus de 20 millions d'exemplaires dans le monde entier. Il a été classé comme le meilleur album solo et le deuxième album le plus réussi de la décennie 2000.
En 2008, Usher a publié son cinquième album, Here I Stand. L'album a obtenu des ventes moins importantes que les albums précédents. Le premier single de cet album est Love In This club. Le single Love In This Club Part.II devient un succès du Top-20 alors que les singles Trading Places et Moving Mountains n'ont pas réussi à atteindre le Top-40. Here I Stand a été certifié platine par la Recording Industry Association of America (RIAA).
Usher a publié en 2010, Raymond v. Raymond, cet album est le troisième album consécutif qui reste  N°1. Dans cet album, trois singles, Hey Daddy (Daddy's Home), Lil Freak et There goes My Baby ont atteint respectivement le Top-25 au Billboard hot 100. Ces deux singles OMG et More ont connu un succès mondial, dont ce dernier fut en tête du Canadian Hot 100 et OMG en tête du Hot 100. Raymond v. Raymond a été certifié disque platine par la RIAA, avec des ventes de plus de 1,2 million d'exemplaires aux États-Unis. Durant la même année, Raymond Usher publie un album Extended Play ou EP intitulé Versus en intégrant le single DJ Got Us Fallin' in Love qui a connu un succès international pour atteindre le Top 10 dans plusieurs pays, tandis que le second single Hot Tottie devient un tube qui est dans le Top 30 sur le Billboard Hot 100.

## Albums

### Studio
| Album                         | Détails                                                                                          | Classements | Classements | Classements | Classements | Ventes                                         | Certifications |
| Album                         | Détails                                                                                          | US          | CA          | FR          | UK          | Ventes                                         | Certifications |
| ----------------------------- | ------------------------------------------------------------------------------------------------ | ----------- | ----------- | ----------- | ----------- | ---------------------------------------------- | --- |
| Usher                         | - Sortie : 30 août 1994 - Label : LaFace Records / Arista Records - Formats : CD, téléchargement | 167         | —           | —           | —           | - États-Unis : 269 000                         | |
| My Way                        | - Sortie : 16 septembre 1997 - Label : LaFace / Arista - Formats : CD, téléchargement            | 4           | 13          | —           | 16          | - Monde : 7 000 000 - États-Unis : 6 000 000   | - États-Unis : 6x Platine - Canada : 2 × Platine - Royaume-Uni : Or                                                                       |
| 8701                          | - Sortie : 7 août 2001 - Label : LaFace / Arista - Formats : CD, téléchargement                  | 4           | 1           | 14          | 1           | - Monde : 8 000 000 - États-Unis : 4 700 000   | - États-Unis : 4x Platine - Australie : 2 × Platine - Royaume-Uni : Platine                                                               |
| Confessions                   | - Sortie : 23 mars 2004 - Label : LaFace / Arista - Formats : CD, téléchargement                 | 1           | 1           | 4           | 1           | - Monde : 20 000 000 - États-Unis : 10 000 000 | - États-Unis : Diamant - Australie : 3 × Platine - Canada : 6x Platine - Allemagne : Or - Europe : 2 × Platine - Royaume-Uni : 4x Platine |
| Here I Stand                  | - Sortie : 27 mai 2008 - Label : LaFace / Arista - Formats : CD, téléchargement                  | 1           | 1           | 7           | 1           | - Monde : 5 000 000 - États-Unis : 1 500 000   | - États-Unis : Platine - Australie : Or - Royaume-Uni : Or                                                                                |
| Raymond v. Raymond            | - Sortie : 30 mars 2010 - Label : LaFace / Arista - Formats : CD, téléchargement                 | 1           | 4           | 32          | 2           | - Monde : 2 000 000 - États-Unis : 1 200 000   | - États-Unis : Platine - Australie : Platine - Canada : Platine                                                                           |
| Looking 4 Myself              | - Sortie : 12 juin 2012 - Label : RCA Records - Formats : CD, téléchargement                     | 1           | 3           | 20          | 3           | - États-Unis: 504 000                          | |
| Hard II Love                  | - Sortie : 16 septembre 2016 - Label : RCA Records - Formats : CD, téléchargement                | 5           | 1           | 1           | 7           | - États-Unis: 28 000                           | |
| A Collaboration avec Zaytoven | - Sortie : 12 octobre 2018 - Label : Brand Usher / RCA - Formats : Téléchargement                | 31          | —           | —           | —           |                                                | |
| Coming Home                   | - Sortie : 9 février 2024 - Label : Mega / Gamma                                                 |             |             |             |             |                                                | |

### Live
| Détails de l'album                                            | Position : Billboard 200 | Nombres de ventes      | Certifications reçues |
| ------------------------------------------------------------- | ------------------------ | ---------------------- | --------------------- |
| Live - Date de sortie : 23 mars 1999 - Label: LaFace / Arista | 73                       | - États-Unis : 200 000 | - États-Unis : Or     |

### Extended Play
| Détail de l'album | Positions | Nombre de ventes       |
| ----------------- | --- | ---------------------- |
| Versus            | - États-Unis : N°4 - Australie : N° - - Canada : N°12 - Allemagne : Allemagne N°35 - Irlande : N° - - Pays-Bas : N°40 - Nouvelle-Zélande : N° - - Royaume-Uni : N°53 | - États-Unis : 117 000 |

## Singles

### Les Singles en solo (ou duo)
| Titre                                                      | Année | Certifications | Positions | Album              |
| ---------------------------------------------------------- | ----- | --- | --- | ------------------ |
| Call Me a Mack                                             | 1993  | | - R&B aux États-Unis : N° 56 | Poetic Justice     |
| Can U Get Wit It                                           | 1994  | | - États-Unis : N° 59 - R&B aux États-Unis : N° 13 - Royaume-Uni : N° 91 | Usher              |
| Think of You                                               | 1995  | | - États-Unis : N° 58 - R&B aux États-Unis : N° 8 - Royaume-Uni : N° 70 | Usher              |
| The Many Ways                                              | 1995  | | - R&B aux États-Unis : N° 42 | Usher              |
| You Make Me Wanna...                                       | 1997  | - États-Unis : Platine - Royaume-Uni : Argent - Australie : Or                                                         | - États-Unis : N° 2 - R&B aux États-Unis : N° 1 - Australie : N° 6 - Canada : N° 13 - Allemagne : N° 18 - Single Top 100 aux Pays-Bas : N° 6 - Nouvelle-Zélande : N° 15 - Suisse : N° 12 - Royaume-Uni : N°1                  | My Way             |
| Nice and Slow                                              | 1998  | - États-Unis : Platine                                                                                                 | - États-Unis : N° 1 - R&B aux États-Unis : N° 1 - Australie : N° 44 - Single Top 100 aux Pays-Bas : N° 20 - Nouvelle-Zélande : N° 7 - Royaume-Uni : N° 24                                                                     | My Way             |
| My Way                                                     | 1998  | - États-Unis : Platine                                                                                                 | - États-Unis : N° 2 - R&B aux États-Unis : N° 4 - Australie : N° 48 - Allemagne : N° 49 - Single Top 100 aux Pays-Bas : N° 21 - Nouvelle-Zélande : N° 17                                                                      | My Way             |
| Bedtime                                                    | 1999  | | - R&B aux États-Unis : N° 66 | My Way             |
| Pop Ya Collar                                              | 2001  | | - États-Unis : N° 60 - R&B aux États-Unis : N° 25 - Australie : N° 25 - Allemagne : N° 30 - Irlande : N° 33 - Single Top 100 aux Pays-Bas : N° 16 - Suisse : N° 36 - Royaume-Uni : N° 2                                       | 8701               |
| U Remind Me                                                | 2001  | - Australie : Platine - Nouvelle-Zélande : Or                                                                          | - États-Unis : N° 1 - R&B aux États-Unis : N° 1 - Australie : N° 4 - Allemagne : N° 21 - Single Top 100 aux Pays-Bas : N° 4 - Nouvelle-Zélande : N° 3 - Suisse : N° 22 - Royaume-Uni : N° 3                                   | 8701               |
| U Got It Bad                                               | 2001  | - États-Unis : Or - Nouvelle-Zélande : Or                                                                              | - États-Unis : N° 1 - R&B aux États-Unis : N° 1 - Australie : N° 3 - Allemagne : N° 26 - Single Top 100 aux Pays-Bas : N° 20 - Nouvelle-Zélande : N° 3 - Suisse : N° 13 - Royaume-Uni : N° 5                                  | 8701               |
| U Don't Have to Call                                       | 2002  | | - États-Unis : N° 3 - R&B aux États-Unis : N° 2 - Nouvelle-Zélande : N° 27 - Royaume-Uni : N° 4 | 8701               |
| Yeah! (featuring Lil Jon and Ludacris)                     | 2004  | - Australie : Platine - Canada : Platine - Allemagne : Platine - Nouvelle-Zélande : 2 × Platine - États-Unis : Platine | - États-Unis : N° 1 - R&B aux États-Unis : N° 1 - Australie : N° 1 - Canada : N° 1 - Allemagne : N° 1 - Irlande : N° 1 - Single Top 100 aux Pays-Bas : N° 1 - Nouvelle-Zélande : N° 1 - Suisse : N° 1 - Royaume-Uni : N° 1    | Confessions        |
| Burn                                                       | 2004  | - Australie : Platine - Nouvelle-Zélande: Or - États-Unis : Platine                                                    | - États-Unis : N° 1 - R&B aux États-Unis : N° 1 - Australie : N° 2 - Allemagne : N° 11 - Irlande : N° 2 - Single Top 100 aux Pays-Bas : N° 12 - Nouvelle-Zélande : N° 1 - Suisse : N° 10 - Royaume-Uni : N° 1                 | Confessions        |
| Confessions Part. II                                       | 2004  | - Australie : Or - États-Unis : Or                                                                                     | - États-Unis : N° 1 - R&B aux États-Unis : N° 1 - Australie : N° 5 - Canada : N° 7 - Allemagne : N° 4 - Irlande : N° 7 - Royaume-Uni : N° 5                                                                                   | Confessions        |
| My Boo (featuring Alicia Keys)                             | 2004  | - Canada : Platine - États-Unis : Platine                                                                              | - États-Unis : N° 1 - R&B aux États-Unis : N° 1 - Canada : N° 1 - Allemagne : N° 4 - Irlande : N° 3 - Single Top 100 aux Pays-Bas : N° 6 - Suisse : N° 3 - Royaume-Uni : N° 5                                                 | Confessions        |
| Caught Up                                                  | 2004  | - Australie : Or | - États-Unis : N° 8 - R&B aux États-Unis : N° 13 - Australie : N° 15 - Allemagne : N° 26 - Irlande : N° 17 - Single Top 100 aux Pays-Bas : N° 12 - Nouvelle-Zélande : N° 10 - Suisse : N° 22 - Royaume-Uni : N° 9             | Confessions        |
| Love in This Club (featuring Young Jeezy)                  | 2008  | - Australie : Or - Nouvelle-Zélande : Platine - Royaume-Uni : Argent - États-Unis : Platine                            | - États-Unis : N° 1 - R&B aux États-Unis : N° 1 - Australie : N° 8 - Canada : N° 6 - Allemagne : N° 5 - Irlande : N° 3 - Single Top 100 aux Pays-Bas : N° 47 - Nouvelle-Zélande : N° 1 - Suisse : N° 9 - Royaume-Uni : N° 4   | Here I Stand       |
| Love in This Club Part. II                                 | 2008  | - États-Unis : Or | - États-Unis : N° 18 - R&B aux États-Unis : N° 7 - Australie : N° 96 - Canada : N° 69 | Here I Stand       |
| Moving Mountains                                           | 2008  | - Nouvelle-Zélande : Or                                                                                                | - États-Unis : N° 67 - R&B aux États-Unis : N° 18 - Australie : N° 36 - Allemagne : N° 28 - Irlande : N° 26 - Single Top 100 aux Pays-Bas : N° 21 - Nouvelle-Zélande : N° 6 - Royaume-Uni : N° 25                             | Here I Stand       |
| "Trading Places"                                           | 2008  | | - États-Unis : N° 45 - R&B aux États-Unis : N° 4 | Here I Stand       |
| "What's Your Name"                                         | 2008  | | - Australie : N° 91 - Canada : N° 84 | Here I Stand       |
| "Papers"                                                   | 2009  | | - États-Unis : N° 31 - R&B aux États-Unis : N° 1 | Raymond v. Raymond |
| "Hey Daddy (Daddy's Home)"                                 | 2009  | | - États-Unis : N° 24 - R&B aux États-Unis : N° 2 | Raymond v. Raymond |
| Lil Freak (featuring Nicki Minaj                           | 2010  | | - États-Unis : N° 40 - R&B aux États-Unis : N° 8 - Royaume-Uni : N° 109 | Raymond v. Raymond |
| OMG (featuring Will.i.am)                                  | 2010  | - Australie : 5x Platine - Canada : 2 × Platine - Nouvelle-Zélande : Platine                                           | - États-Unis : N° 1 - R&B aux États-Unis : N° 3 - Australie : N° 1 - Canada : N° 2 - Allemagne : N° 27 - Irlande : N° 1 - Single Top 100 aux Pays-Bas : N° 39 - Nouvelle-Zélande : N° 1 - Suisse : N° 38 - Royaume-Uni : N° 1 | Raymond v. Raymond |
| There Goes My Baby                                         | 2010  | | - États-Unis : N° 25 - R&B aux États-Unis : N° 1 | Raymond v. Raymond |
| DJ Got Us Fallin' in Love                                  | 2010  | - Australie : 4x Platine - Canada : 2 × Platine - Allemagne : Or - Nouvelle-Zélande : Platine                          | - États-Unis : N° 4 - R&B aux États-Unis : N° 51 - Australie : N° 3 - Canada : N° 2 - Allemagne : N° 5 - Irlande : N° 6 - Single Top 100 aux Pays-Bas : N° 9 - Nouvelle-Zélande : N° 4 - Suisse : N° 4 - Royaume-Uni : N° 7   | Versus             |
| "Hot Tottie" (featuring Jay-Z)                             | 2010  | | - États-Unis : N° 21 - R&B aux États-Unis : N° 9 - Canada : N° 62 - Royaume-Uni : N° 104 | Versus             |
| "Lay You Down"                                             | 2010  | | - R&B aux États-Unis : N° 56 | Versus             |
| "More"                                                     | 2010  | - Australie : 2 × Platine - Nouvelle-Zélande : Or                                                                      | - États-Unis : N° 15 - Australie : N° 7 - Canada : N° 1 - Allemagne : N° 7 - Irlande : N° 25 - Single Top 100 aux Pays-Bas : N° 4 - Nouvelle-Zélande : N° 13 - Suisse : N° 2 - Royaume-Uni : N° 23                            | Raymond v. Raymond |
| "Dirty Dancer" (avec Enrique Iglesias, featuring Lil Wayne | 2011  | - Australie : Or - États-Unis : Or                                                                                     | - États-Unis : N° 18 - Australie : N° 24 - Canada : N° 15 - Irlande : N° 22 - Single Top 100 aux Pays-Bas : N° 25 - Nouvelle-Zélande : N° 22 - Royaume-Uni : N° 28                                                            | Versus             |

### Singles en featuring
| Titre | Année | Certifications reçues                    | Album                      |
| --- | ----- | ---------------------------------------- | -------------------------- |
| "The Party Continues" (Jermaine Dupri featuring Usher et Da Brat)                                                      | 1998  |                                          | Life in 1472               |
| "I Need a Girl (Part One)" (P. Diddy featuring Usher and Loon)                                                         | 2002  | - Nouvelle-Zélande : Or - Australie : Or | We Invented the Remix      |
| "Lovers and Friends" (Lil Jon et The East Side Boyz featuring Usher et Ludacris)                                       | 2004  |                                          | Crunk Juice                |
| "Same Girl" (R. Kelly featuring Usher)                                                                                 | 2007  |                                          | Double Up                  |
| "Better on the Other Side" (Usher, The Game, Chris Brown, Diddy, DJ Khalil, Polow da Don, Mario Winans et Boyz II Men) | 2009  |                                          | Aucun album réalisé        |
| "Spotlight" (Gucci Mane featuring Usher)                                                                               | 2009  |                                          | The State vs. Radric Davis |
| "Fed Up" (DJ Khaled featuring Usher, Young Jeezy, Rick Ross, et Drake)                                                 | 2009  |                                          | Victory                    |
| "We Are the World 25 for Haiti" (Artistes pour Haiti                                                                   | 2010  |                                          | Aucun album réalisé        |
| "Somebody to Love" (Justin Bieber featuring Usher)                                                                     | 2010  |                                          | My World 2.0               |
| Promise (Romeo Santos featuring Usher)                                                                                 | 2011  |                                          | single                     |
| Without You (David Guetta featuring Usher)                                                                             | 2011  |                                          | Nothing but the Beat       |
| Touch'N You (Rick Ross featuring Usher)                                                                                | 2012  |                                          | single                     |
| Rest of My Life (Ludacris featuring Usher et David Guetta)                                                             | 2012  |                                          | single                     |
| New Flame (Chris Brown featuring Usher et Rick Ross)                                                                   | 2014  |                                          | X                          |
| She came to give it to you (Usher featuring Nicki Minaj)                                                               | 2014  |                                          | single                     |
| Don't Look Down (Martin Garrix featuring Usher)                                                                        | 2015  |                                          | single                     |

## Autres singles classés dans les charts
| Titre                                             | Année | Position(s)                                        | Album                          |
| ------------------------------------------------- | ----- | -------------------------------------------------- | ------------------------------ |
| "Comin' for X-Mas?"                               | 1995  | - R&B aux États-Unis : N° 101                      | Aucun album réalisé            |
| I Don't Know (featuring P. Diddy)                 | 2001  | - R&B aux États-Unis : N° 68                       | 8701                           |
| "Can U Help Me"                                   | 2002  | - R&B aux États-Unis : N° 57                       | 8701                           |
| "Confessions Part I"                              | 2004  | - R&B aux États-Unis : N° 47                       | Confessions                    |
| "Whatever I Want"                                 | 2004  | - R&B aux États-Unis : N° 109                      | Aucun album réalisé            |
| "Bad Girl"                                        | 2005  | - R&B aux États-Unis : N° 106                      | Confessions                    |
| "Throwback" (featuring Jadakiss)                  | 2005  | - R&B aux États-Unis : N° 36                       | Confessions                    |
| "That's What It's Made For"                       | 2005  | - R&B aux États-Unis : N° 53                       | Confessions                    |
| "Seduction"                                       | 2005  | - R&B aux États-Unis : N° 68                       | Confessions                    |
| "Dot Com"                                         | 2005  | - R&B aux États-Unis : N° 53                       | Rhythm City, Vol. 1: Caught Up |
| "Dat Girl Right There" (featuring Ludacris)       | 2008  | - R&B aux États-Unis : N° 74                       | Aucun album réalisé            |
| "Best Thing" (featuring Jay-Z)                    | 2008  | - R&B aux États-Unis : N° 92                       | Here I Stand                   |
| What's a Man to Do                                | 2008  | - Royaume-Uni : N° 129                             | Here I Stand                   |
| Here I Stand                                      | 2008  | - États-Unis : N° 106 - R&B aux États-Unis : N° 18 | Here I Stand                   |
| Hush                                              | 2008  |                                                    | Aucun album réalisé            |
| My Life Your Entertainment (T.I. featuring Usher) | 2009  | - États-Unis : N° 119                              | Paper Trail                    |
| "First Dance" (Justin Bieber featuring Usher)     | 2009  | - États-Unis : N° 99 - CAN : N° 88                 | My World                       |
| "In My Bag" (featuring T.I.)                      | 2009  | - R&B aux États-Unis : N° 107                      | Aucun album réalisé            |
| Monstar                                           | 2010  | - États-Unis : N° 107                              | Raymond v. Raymond             |
| She Don't Know (featuring Ludacris)               | 2010  | - R&B aux États-Unis : N° 107                      | Raymond v. Raymond             |
| Lay You Down                                      | 2010  | - R&B aux États-Unis : N° 56                       | Versus                         |

## Singles apparaissant dans un film
| Année | Titre de la chanson | Autres artistes    | Film                                                   |
| ----- | ------------------- | ------------------ | ------------------------------------------------------ |
| 1996  | I Swear I'm in Love |                    | Kazaam                                                 |
| 1997  | Slow Jam            | Monica             | Soul Food (nourriture traditionnelle des noirs du sud) |
| 2003  | She's Got the Part  |                    | Deliver Us from Eva                                    |
| 2005  | Yeah!               | Ludacris, Lil' Jon | Hitch, expert en séduction                             |
| 2005  | Sweat               | Rico Love          | In the Mix                                             |

## Vidéographie

### Vidéos des albums
| Détail de l'album                                                                                    | Certifications reçues       | Remarques |
| --- | --------------------------- | --- |
| Live - Concert - Paru le : 23 mars 1999 - Format : CD                                                | - RIAA : Or                 | Live est la première vidéo d'un album de Usher. Elle se compose de singles réalisés par Usher dont l'album My Way. Elle comprend des couvertures de Lil Kim comme Just Like Me, LL Cool J qui a fait I Need Love et les remixes de Nice and Slow et You Make Me Wanna.... |
| Evolution 8701 Live in Concert - Concert - Paru le : 30 août 2002 - Format : CD                      | - RIAA : Platine - BPI : Or | Evolution 8701 Live in Concert comprend des spectacles des singles les plus réussies de Usher de ses albums : 8701 et My Way dont les titres : You Make Me Wanna, My Way et U Remind Me. |
| U Don't Have To Call/U Got It Bad - Vidéo - Sortie : En 2003 - format : CD                           | - RIAA : Or                 | U Don't Have To Call/U Got It Bad est unique vidéo, qui combine les clips de " U Don't Have To Call "et" U Got It Bad "en un seul album. |
| Truth Tour Behind the Truth: Live from Atlanta - Concert - Paru le : 16 septembre 2005 - Format : CD | - RIAA : 7x Platine         | Truth Tour Behind the Truth : Live from Atlanta se compose de spectacles réalisés par Usher lors sa tournée mondiale, Truth Tour, l'album incluant seulement ses performances à Atlanta. Il interprète des chansons de son album, Confessions (en 2004) , y compris les singles Yeah!, Burn et Confessions Part.II, ainsi que des chansons de ses albums précédents 8701 et My Way.  |
| Rhythm City Volume One : Caught Up - Court métrage - Paru le : 16 septembre 2006 - Format : CD       |                             | Rhythm City Volume One : Caught Up est un court métrage de 30 minutes de la chanson Caught Up ainsi que d'un documentaire sur la réalisation de ce film. L'album comprend également la vidéo originale de Caught Up et les clips vidéo de Yeah! ,Confessions Part. II et Burn. Il a été réalisé par Mr. X et comprend des apparitions de Naomi Campell, Sean Combs et Ryan Seacrest. |

### Clips
| Titre                           | Année | Réalisateur                  | Artiste(s)                                                                                |
| ------------------------------- | ----- | ---------------------------- | ----------------------------------------------------------------------------------------- |
| Call Me a Mack                  | 1993  | F. Gary Gray                 | Usher                                                                                     |
| Can U Get wit It                | 1994  | Lionel C. Martin, Sean Combs | Usher                                                                                     |
| Think of You                    | 1995  | Hype Williams                | Usher                                                                                     |
| You Make Me Wanna               | 1997  | Bille Woodruff               | Usher                                                                                     |
| Nice and Slow                   | 1998  | Hype Williams                | Usher                                                                                     |
| My Way                          | 1998  | Paul Hunter                  | Usher                                                                                     |
| Pop Ya Collar                   | 2001  |                              | Usher                                                                                     |
| U Remind Me                     | 2001  | Dave Meyers                  | Usher                                                                                     |
| U Got It Bad                    | 2001  | Little X                     | Usher                                                                                     |
| "U Don't Have to Call"          | 2002  | Little X                     | Usher                                                                                     |
| "U-Turn"                        | 2002  | Little X                     | Usher                                                                                     |
| "Yeah!"                         | 2004  | Little X, Usher              | Usher, Lil Jon et Ludacris                                                                |
| "Burn"                          | 2004  | Jake Nava                    | Usher                                                                                     |
| "Naughty Girl"                  | 2004  | Jake Nava                    | Beyoncé                                                                                   |
| "Confessions Part. II"          | 2004  | Chris Robinson, Usher        | Usher                                                                                     |
| "My Boo"                        | 2004  | Chris Robinson               | Usher et Alicia Keys                                                                      |
| Caught Up                       | 2005  | Little X, Usher              | Usher                                                                                     |
| Same Girl                       | 2007  | Little X                     | R. Kelly et Usher                                                                         |
| Love in This Club               | 2008  | The Brother Strause          | Usher et Young Jeezy                                                                      |
| Moving Mountains                | 2008  | The Brother Strause          | Usher                                                                                     |
| Better on the Other Side        | 2009  | Taydoe                       | Usher, The Game, Chris Brown, Diddy, DJ Khalil, Polow da Don, Mario Winans et Boyz II Men |
| Spotlight                       | 2009  | Benny Boom                   | Gucci Mane et Usher                                                                       |
| Fed Up                          | 2009  | Gil Green                    | DJ Khaled, Drake, Young Jeezy, Rick Ross et Usher                                         |
| Hey Daddy (Daddy's Home)        | 2010  | Chris Robinson               | Usher et Plies                                                                            |
| Lil Freak                       | 2010  | TAJ                          | Usher and Nicki Minaj                                                                     |
| OMG                             | 2010  | Anthony Mandler              | Usher et will.i.am                                                                        |
| There Goes My Baby              | 2010  | Anthony Mandler              | Usher                                                                                     |
| Somebody to Love                | 2010  | Dave Meyers                  | Justin Bieber et Usher                                                                    |
| DJ Got Us Fallin' in Love       | 2010  | Hiro Murai                   | Usher et Pitbull                                                                          |
| More (RedOne Jimmy Joker Remix) | 2011  |                              | Usher                                                                                     |
| Looking for Love                | 2011  | Colin Tilley                 | P. Diddy et Usher                                                                         |
| Dirty Dancer                    | 2011  | Ethan Lader                  | Enrique Iglesias, Usher et Lil Wayne                                                      |
| Promise                         | 2011  |                              | Romeo Santos et Usher                                                                     |
| Without You                     | 2011  |                              | David Guetta et Usher                                                                     |
| Climax                          | 2012  |                              | Usher                                                                                     |
| Dive                            | 2012  |                              | Usher                                                                                     |

### DVD
Ci-dessous, sont mis les DvD de Usher
- 2002 : Evolution 8701 Live in Concert (concert)
- 2004 : Unauthorized (documentaire)
- 2005 : Truth Tour behind the Truth: Live from Atlanta (concert)
- 2006 : Rhythm City Volume One: Caught Up (court-métrage)